# Pigs Parlament
Pigs parlament je 6-članska slovenska ska punk-HC skupina iz Goriških brd. Začetki skupine segajo v leto 2004. Po dveh letih koncertiranja kot kvartet sta se jim pridružila še trobentač in vokalistka, z njima koncertirajo in ustvarjajo še danes.
Skupina igra predvsem hitri punk rock z udarnim vokalom, ki ga spremljajo melodični backvokali. V njihovih pesmih je zaznati tudi ska vplive, ki so podkrepljeni s trobento ter hardcore z ženskim vokalom. Za skupino je značilno, da se glavni vokali menjujejo iz pesmi v pesem.  

## Člani
- Tina Rebec – vokal
- Matej Srebrnič – bas kitara, vokal
- Vasja Rusjan – kitara, vokal
- Deni Srebrnič – kitara, banjo, vokal
- Miha Ivančič – trobenta, vokal
- Boban Stojkov – bobni, vokal

## Diskografija
Za seboj imajo dva demo albuma iz leta 2004 in 2006. Leta 2009 so sodelovali tudi pri nastanku kompilacije Od Soče do Korna. Po 6 letih ustvarjanja 2010, pa so končno posneli in v samozaložbi izdali prvenec It's Time for Sausages. Na albumu je našlo mesto 14 zelo različnih skladb, med njimi tudi dve priredbi: »Hej brigade« in »Let's Twist Again«. Pesem »Hej brigade« so posneli v sodelovanju s pevskim zborom in malim orkestrom. Na album so vključili različne glasbene sloge: od reggaeja, skaja, punka, hardcora do celo thrash in heavy metal vložkov.  
Po 2 letih koncertiranja so junija 2012 v dvorani na Humu predstavili nov album Different pigs, same shit. Album vsebuje 17 skladb (16+1) v skupnem trajanju prek 60 minut. Znova je prisoten velik spekter različnih glasbenih zvrsti, ki pa še zmeraj temelji na hitrem melodičnem punku. Tokrat so na album dodali tudi nov inštrument - bendžo in priredbo znane pesmi »Bohemian Rhapsody«. 
Za deseto obletnico (2014) je skupina izdala poseben 10 Anniversary Pack, ki vsebuje DVD z dokumentiranimi arhivskimi posnetki in mp3-CDjem s kompletno diskografijo.
Leta 2017 so izdali 2 kratka albuma, S.S.S. (aprila) in Koruptistan (avgusta), slednji je vizualno in konceptualno nadaljevanje prvega albuma.
20. Aprila 2018, bolje znanega kot 4/20, so izdali še tretji del, oz. nadaljevanje Koruptistana, z imenom "Don't panic, it's organic". S tem tretjim mini albumom oz. EP-ejem, so tudi zaključili trilogijo,  zgodbo treh vizualno konceptualnih albumov in vse 3 skupaj zapakirali v skupen paket (3 PACK CD).
20. Aprila  2021, pa so izdali prvi live album LIVE IN STRELISCE. Koncert je bil posnet v Klubu Strelišče, ob izdaji tretjega mini albuma "Don't Panic, It's Organic". Zaradi majhnosti kluba, so koncert ponovili in na album združili pesmi obeh koncertov. 
| Demo 2004                                        | 2004 | samozaložba               | demo album     |
| Demo 2006                                        | 2006 | samozaložba               | demo album     |
| Od Soče do Korna Vol. 1                          | 2009 | 13. Brat                  | kompilacija    |
| It's Time For Sausages                           | 2010 | samozaložba               | album          |
| Od Soče do Korna Vol. 2                          | 2010 | 13. Brat                  | kompilacija    |
| ZRCALO DEHUMANIZACIJE-tribute to CZD             | 2011 | FrontRock-SubKulturniAzil | kompilacija    |
| Different Pigs, Same Shit                        | 2012 | FrontRock-SubKulturniAzil | album          |
| 10th Anniversary DVD                             | 2014 | samozaložba               | DVD            |
| Od Soče do Korna Vol. 3                          | 2017 | Mostovna                  | kompilacija    |
| 1# - S.S.S. - Slovenska Svinjska Stranka - April | 2017 | samozaložba               | EP (3 PACK CD) |
| 2# - Korruptistan - Avgust                       | 2017 | samozložba                | EP (3 PACK CD) |
| 3# - Don't Panic, It's Organic - April           | 2018 | giljotina                 | EP (3 PACK CD) |
| Live In Strelisce - 4/20                         | 2021 | samozložba                | live album     |